# Schloss Mühldorf (Mühldorf am Inn)

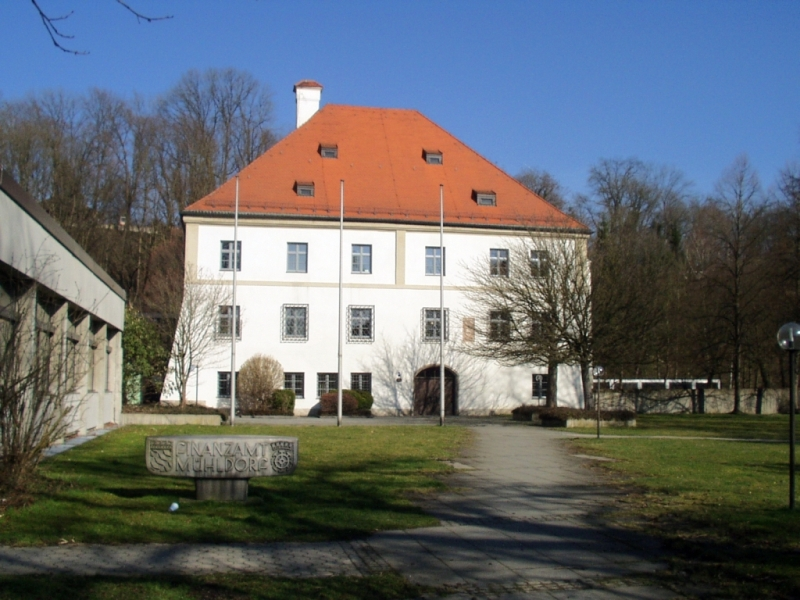
Finanzamt Mühldorf, das frühere Pflegschloss

Schloss Mühldorf ist ein ehemaliges Fürstbischöfliches Pflegschloss, dann kgl. bayerisches Rentamt und jetzt Finanzamt in der Ortsmitte von Mühldorf am Inn.

## Geschichte
Schon seit dem frühen Mittelalter gab es in der damals salzburgischen Stadt Mühldorf am Inn eine Gerichtsbarkeit, das Pfleggericht. Der heutige, dreigeschossige Walmdachbau wurde laut Wappentafel im Jahr 1539 unter dem Salzburger Erzbischof und Kardinal Matthäus Lang von Wellenburg erbaut. Die rechts über dem Eingang angebrachte Tafel zeigt den Kardinalshut mit Kreuz und Bischofsstab und trägt die Inschrift: „MATHEVS CARDINALIS ARCHIEPS. SALZB. MDXXXIX“.
Das Schloss diente bis 1803 als Fürsterzbischöfliches Pflegschloss. Nach der Übernahme Mühldorfs durch Bayern 1803 wurde das neu gebildete bayerische Landgericht im Pflegschloss untergebracht. Später diente das Schloss  als kgl. bayerisches Rentamt und jetzt Finanzamt. In den Jahren 1972 bis 1974 wurde das Finanzamt durch die Errichtung eines Erweiterungsbaus vergrößert. Das Stammgebäude (das Schloss) wurde 1975 vollständig renoviert. 
Das Schloss ist geschütztes Kulturgut nach der Haager Konvention zum Schutz von Kulturgut bei bewaffneten Konflikten und wird vom Bayerischen Landesamt für Denkmalpflege als Baudenkmal mit der BLfD-Aktennummer D-1-83-128-56 geführt. Ebenso wird die Anlage als Bodendenkmal unter der Aktennummer D-1-7741-0235 im Bayernatlas als „Burgstall des hohen und späten Mittelalters (Vogtturm) sowie untertägige frühneuzeitliche Befunde im Bereich des Pflegschlosses in der Katharinen-Vorstadt von Mühldorf a.Inn“ geführt. 